# 김용산
김용산(金用山, 1922년 10월 13일 ~ 2007년 7월 14일)는 경기도 시흥  출생으로 대한민국의 기업인이다. 호는 소전(素田).
극동그룹의 창업주로 극동그룹 회장, 극동건설 사장, 대연각호텔 설립 대표이사, 극동건설 설립 대표이사를 역임하였다.

## 학력
- 도쿄 민옥사공업고등학교
- 단국대학교 상과
- 단국대학교 명예경영학박사

## 경력
- 1975년  극동그룹 회장
- 1973년 극동건설 사장
- 1969년  대연각호텔 설립 대표이사
- 1953년  극동건설 설립 대표이사
- 1947년  대영건설사 설립 대표
- 1941년  일본 동경철도공업 입사

## 수상
- 1981년 동탑산업훈장
- 1971년 대통령표창

## 에피소드
김용산과 SK그룹 창업주 최종건 사이에 있었던 흥미로운 비화가 전해온다. 지금도 '10만환에 인수한 나일론 원사 제조기술 정보'라고 그룹내 회자되고 있는 전설같은 실화이다. 전해오는 내용은 다음과 같다.
SK그룹의 모체가 되었던 선경직물은 나일론 직물생산을 시도하면서 여러 가지 난제에 부딪혔다고 한다. 그중 하나가 나일론 원사에 풀을 먹일 때 발생하는 정전기 문제였다. 고심 끝에 회사에서는 미국, 일본의 유명 합섬회사에 편지를 띄워 사이징(Sizing) 기술에 대한 자문을 구했다.
그러나 어느 회사에서 답장은 오지 않았다. 당시 국내 유일의 나일론 직물 생산업체였던 태창직물에서도 나일로 원사의 사이징 기술을 극비에 부치고 있었다. 최종건 창업주는 지인인 극동건설 김용산 사장을 통해 정전기 방지기술에 대한 정보를 입수하려 했다. 당시 극동건설은 대동공업, 중앙산업, 삼부토건, 대림산업과 함께 전후 한국 건설업계에서 잘나가는 ‘5인조’의 한 멤버였다고 한다.
자재 구입을 위해 일본 출장이 잦았던 김용산 사장은 일본 동경의 어느 한국 음식점 주인에게 선을 대어 나일론 원사에 윤활유를 바르면 정전기가 일어나지 않는다는 것을 알아낸다. 음식점에 드나드는 손님 중에 나일론 직물 회사의 직원이 있었던 것. 김용산은 이렇게 인수한 고급정보를 최종건이 대접한 '술 한 잔'에 팔고 말았다. 최종건이 그날 술값으로 지불한 금액은 단돈 10만환이었다. 비법을 알아낸 김용산은 ‘구세주’처럼 비법을 알려줬던 것이다.
이런 인연으로 다른 비화도 전해온다. 1971년 12월 25일 대연각빌딩에 불이 났다. 대연각빌딩은 극동건설 김용산이 1969년 준공한 당시 21층짜리 초고층 건물이었다. 선경직물·선경화섬·선일섬유·선산섬유 등 주요 계열사의 서울사무소가 입주해 있던 선경의 심장부이기도 했다. 사고가 났을 때 당시 선경그룹(현SK그룹)의 최종건은 일본 출장 중이었다.
사고 다음날 최종건은 회사로 돌아와 사고 수습에 나선다. 금고 속의 현찰과 수표가 모두 불타버렸다. 유가증권도 문제지만 재생할 수 없는 신용장 기록 장부가 다 들어 있었다. 그러는 동안에도 최종건은 ‘김용산 챙기기’에 온 힘을 다했다. 화재 사고로 사장이 구속된 극동건설 사정은 말이 아니었다. 최종건은 김용산을 대신해 이사회를 주관하고 굵직한 사업을 직접 결재하면서 자기 회사처럼 극동 일을 도와줬다.

## 같이 보기
- 최종건